# 호프 데이비스
호프 데이비스(Hope Davis, 1964년 3월 23일 ~ )는 미국의 배우이다.

## 출연 작품
- 어바웃 슈미트
- 와일드 카드 - 카산드라 역
- 캡틴 아메리카: 시빌워
- 리얼 스틸
- 애스터로이드 시티 - 샌디 보든 역
- 페니키안 스킴 - 수녀원장 역